# Tuchmacherbrunnen (Cottbus)

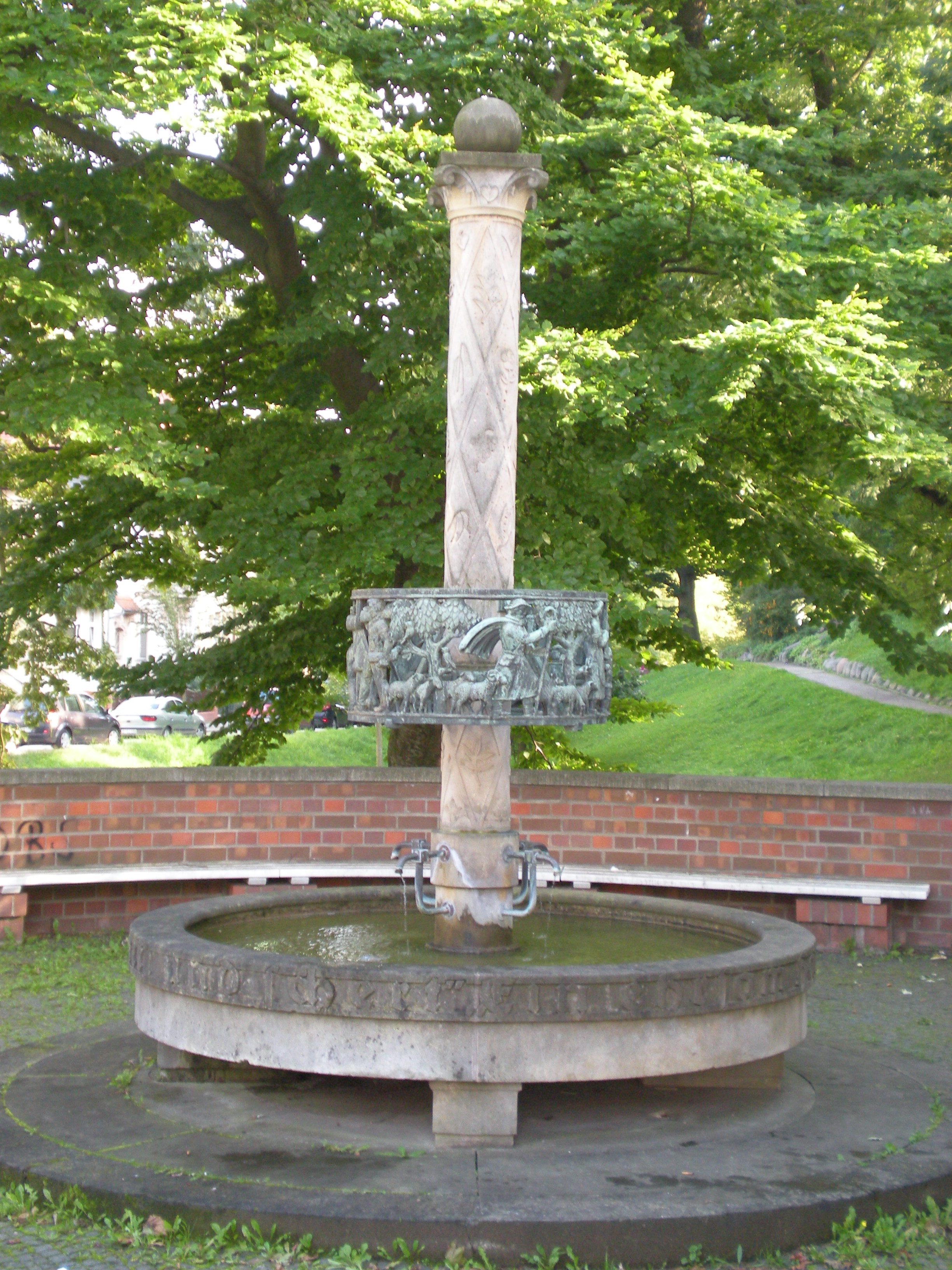
Tuchmacherbrunnen (2010)

Der Tuchmacherbrunnen ist ein denkmalgeschützter Brunnen in Cottbus.
Der Tuchmacherbrunnen befindet sich an der Stadtmauer beim Gerichtsberg und wurde in den Jahren 1937 und 1938 von dem Hamburger Bildhauer Richard Kuöhl aus Sandstein und Bronze geschaffen. Nachdem der Brunnen in den frühen 1980er-Jahren durch Vandalismus zerstört wurde, fertigte der Bildhauer Dietmar Oehme bis 1984 eine originalgetreue Rekonstruktion an.
Auf einem Steinsockel sitzt die Brunnenschale mit einer darin befindlichen Säule. Diese ist mit einem aus Bronze gefertigten Ring umgeben, dessen Bildnisse vier Abschnitte der Tuchherstellung darstellen (weidende Schafe, Verarbeitung der Wolle am Spinnrad, weben am Webstuhl, der Tuchhandel). Das Brunnenbecken selbst trägt die Inschrift: „Ein ehrsam Handwerk wird geehrt, das gute Tuche wirkt und schert“.
Nach Angaben der Stadtverwaltung handelt es sich beim Tuchmacherbrunnen um den einzigen Brunnen der Stadt, dessen Wasser 24 Stunden am Tag fließt.